# 神農幸
神農 幸（じんの さち、1981年4月13日 - ）は、日本の女優、タレントである。京都府京都市出身。同志社高等学校卒業、同志社大学社会福祉学科中退。インターフレンド所属。血液型A型。

## 人物
身長162cm、スリーサイズはB80W60H85。靴のサイズは23.5cm。特技はスキー、バスケットボール。資格は普通自動車免許、ノービス1ダイバー（スキューバダイビング）。趣味は、料理、生け花、声楽（ソプラノ）、ピアノ、乗馬、新体操（3年）。三人姉妹の末っ子。一時期『神乃幸』（読みは同じ）名義でも活動。

## 来歴
- 2000年、講談社「Web現代」主催「e-girlコンテスト」にて、応募総数1632人の中から、書類選考、ネット・オーディションなどを経て、準グランプリ受賞。タレントとして活動開始。
- 2000年6月10日、トレーディング・カード『インフィニティー』発売。
- 2001年9月-12月 オリジナル曲『エスプリの恋』『神々の島〜Heaven〜』『ガラスの針（共同作詞）』『思い出のビンテージ（詩原案）』『鏡の私（作詞）』をインターネット配信。
- 2006年11月15日から2009年11月まで、京阪電車のイメージキャラクター、3代目『“おけいはん”こと森小路けい子』としてテレビCM、ポスターに出演していた。
- 2006年12月1日、ザックコーポレーションからインターフレンドへ移籍。
- 2011年4月19日、国際食学協会2011-2012名誉理事長/食学親善大使に就任。
- 2012年に結婚。2012年6月に女児を出産。

## 出演

### テレビドラマ
- アットホーム・ダッド スペシャル （2004年、関西テレビ） - 係員 役
- 愛のソレア 第3話・第4話（2004年、東海テレビ） - 竹内早苗 役
- 金曜エンタテイメント 着物デザイナー 黛涼子の推理紀行4（2005年、フジテレビ） - 捧綾 役
- 恋する日曜日「卒業」（2005年、BS-i） - 東野由美 役
- 心霊探偵 八雲 （2006年、テレビ東京） - 婦警・幸 役
- 仮面ライダーカブト 第15話（2006年5月7日、テレビ朝日）
- ゴンゾウ 伝説の刑事 第4話（2008年7月23日、テレビ朝日）
- オトコマエ!2 最終話（2009年12月12日、NHK総合） - お涼 役
- 絶対零度 〜未解決事件特命捜査〜 第7話（2010年5月25日、フジテレビ） - 吉岡知加子 役
- GOLD 第4話（2010年7月29日、フジテレビ）
- トライ・エイジ〜三世代の挑戦〜 第2夜 金田一家三代の物語（2011年2月10日、NHK BShi）
- 月曜ゴールデン 駅弁刑事・神保徳之助5（2011年5月2日、TBS） - 石橋真紀子 役
- 水曜ミステリー9 街占師 〜北白川晶子の事件占い〜2（2012年1月11日、テレビ東京）
- 特別ドキュメンタリードラマ 3.11 その日、石巻で何が起きたのか〜6枚の壁新聞（2012年3月6日、日本テレビ）
- 踊る大捜査線 THE LAST TV サラリーマン刑事と最後の難事件（2012年9月1日、フジテレビ） - 婦警 役

### 映画
- 49日の幸せな時間（2004年） - 神谷典子 役
- ワナワナ。 （2006年） - 藤井有紀 役
- 水霊 ミズチ （2006年） - 箕浦志保 役
- 屋根の上の赤い女（2007年、短編） - ヒロイン・西山ひとみ 役
- M （2007年）
- パーク アンド ラブホテル （2007年） - マリカ役
- サマーリフレイン（2008年）
- ヤッターマン（2009年）
- UBIQUITOUS（2010年）
- 帰り道（2012年）
- 僕達急行 A列車で行こう（2012年） - ホステス役
- 踊る大捜査線 THE FINAL 新たなる希望（2012年）

### CM
- 花王ラビナス カラーアピール（2004年）
- ソースネクスト（2004年)
- 味の素 アミノバイタルゼリー（2004年）
- リクルートスタッフィング（2004年）
- 日清ラ王（2004年）
- アリコジャパン（2005年）
- NTTドコモ「ドコモ茸」（2005年）
- ニトリ（2005年）
- 京阪電気鉄道 3代目おけいはん（関西地区）（2006年〜2009年）
- NTTコミュニケーションズ「プラチナライン」（2008年） - 山口智充の妹 役
- 大正製薬「アルフェネオ」（2008年）
- 小林製薬「ブレスケア」（2009年）
- マリエール（東海地区）（2009年）
- モバゲータウン「怪盗ロワイヤル」「農園ホッコリーナ」（2010年）
- キリンビール「のどごし生」（2010年） - 山口智充の妻 役
- 花王「アタックNeo 抗菌EXパワー」（2011年）
- 小田急電鉄「小田急ロマンスカー 2011秋」（2011年）
- シャープ「太陽光発電システムSUNVISTA」（2011年）
- セレ・コーポレーション（2011年）
- エバーライフ「皇潤」（2012年）
- ユニチャーム「超快適マスク」（2012年）
- 出雲殿（2012年）

### Vシネマ
- 怪談 壱病院怪談（2005年） - 佐織 役
- 怪談 弐 職場怪談（2005年） - 佐織 役
- ほんとうにあった怖い話 第二夜 屍霊 第3話『押入れの中』（2005年） - 主演

### 舞台
- 劇団成人式第2回公演『黄金の翼』（2002年） - 主演
- 劇団ダイタンプラネッツ旗揚げ公演『恋するクランケにキスと包帯を!!』（2006年7月20日 - 24日、下北沢駅前劇場）
- 双数姉妹『サナギネ-幼年期の終わりに-』成体サイド（2008年）

### ネットムービー
- Clears（2006年） - 主演
  - 東京ネットムービーフェスティバルにて、樋口真嗣賞とスクリーニング・オーディエンス賞（観客賞にあたる）をダブル受賞。
- BirthdaySong（2007年）

### CD
- はじまりは中之島 （2008年) 京阪中之島線の開業イメージソング

### PV
- 中島卓偉『月さえ眠る夜に』（2006年、アルバム『傘をささない君のために』収録曲）
- 馬場俊英『いつか君に追い風が』（2008年）